# Ellingsrudåsen Station
Ellingsrudåsen Station (Ellingsrudåsen stasjon) er en metrostation, der siden sin åbning 8. november 1981 har været endestation for Furusetbanen på T-banen i Oslo. 
Stationen ligger 165,2 meter over havet men under jorden med naturlige fjeldvægge. Adgang til stationen sker via elevatorer fra Ellingsrud senter eller via en lang gangtunnel fra Munkebekken.